# UHBニュース
『uhbニュース』（ユーエイチビーニュース）は、北海道文化放送（UHB）で放送されているニュース番組、およびフジテレビ『FNNニュース』の北海道ローカルニュース番組である。キャスターはUHBのアナウンサーが担当する。

## 概要
1993年3月までは北海道内のニュースを『道新ニュース』、全国ニュースを『uhbニュース FNN』として映像と共に差し替えられ、それぞれタイトルが区別されていた。現在、『道新ニュース』のタイトルはテレビ北海道（TVh）およびHBCラジオが使用している。
2016年まで日曜日の深夜に放送されていた『FNNニュース』については、タイトルを差し替えずにそのままネット放送されていた（ニュースは一部ローカル差し替えあり）
現在は、年末年始やオリンピック・パラリンピック中継時の放送でタイトル差し替えは行っていない（ニュースは一部ローカル差し替えあり）が、新聞やテレビ欄の番組表ではUHBニュースと表記されている。
日曜日朝のニュースは、全国ニュースに加え、関東ローカル枠のニュースも同時ネットで放送するため、道内ニュースは放送しない。ただし、東京からの全国の天気予報は放送せず、北海道の天気予報に差し替える。
夜間のスポットニュースについては、『道新ニュース』が放送されていた時代は日曜日のみ差し替えていた。
かつては『ショットガン』の後番組となる『FNNニュース』のタイトル差し替えとして19:58枠でも放送していた（1989年4月 - 1994年9月）。
2017年からは、インターネットにおけるニュースの名称を北海道ニュースUHBとしている。UHBの公式ウェブサイトやTwitter、YouTubeといったSNSも含めて名称を統一している。

2018年3月31日にフジテレビのスポットニュース番組『THE NEWSα Pick』が廃止になり、月曜から木曜・土曜の20時台の番組と金曜の『金曜プレミアム』の終了時間が6分延長し、番組終盤6分間（20:54 - 21:00〈金曜のみ21:49 - 21:55〉）がローカルセールス枠へ転換した為、2018年4月から2019年3月までは月曜と火曜、同年9月までは金曜、2020年3月までは水曜と木曜は番組終盤6分間のローカルセールス枠を行使し、『uhbニュース』を放送してきたが、同年4月からは土曜の20時台以外はローカルセールス枠を行使せず、フルネットを実施していた。そのため同年4月以降の20:54枠は土曜日のみの放送となった。しかし、火曜日と水曜日の放送が21:54枠で再開となった。11月から全曜日に放送されるようになり、日曜夜の放送が2年7か月ぶりに復活した。それに伴い火曜・水曜の21:54から全曜日に放送されるようになった。2021年8月現在は、金曜と日曜のみ上述の6分間のローカルセールス枠を行使せずフルネットを実施し、それ以外の曜日は放送終了6分前に飛び降り本番組を放送している。また『FNN Live News α』（週末は『S-PARK』）のローカル枠でも道内ニュースを伝える。

### オープニング・エンディング
- 1975年4月 - 1978年

フジテレビと同じスタジオ映像を使用するが、白文字紙テロップで『UHBニュース（右下に小さく『FNN』）を表示する。音楽は当時のFNNニュース共通テーマ（ブラスバンド系）。
- 1978年10月 - 1983年9月

FNNニュースのオープニングをアレンジして使用（中には00に使われた物を短くしたものもあり）。深町純（冨田勲という説もあり）作曲。
旧ロゴの時は電波をイメージした波のアニメーションからFNNの文字がズームインし、その後、中央に小さくズームダウンすると『UHBニュース FNN』が表示されるもの｡
- 1983年10月 - 1986年頃

現ロゴが導入されたのを機に刷新。ブルーバックに十数本位の道のようなものと同時に奥から手前に向かって、いくつかのカラーボールが発射され、奥で『FNN』のロゴが一回光り、手前に迫ってきて消えた後、『uhbニュース FNN』のタイトルがきらめくような感じでタイトルが表示される。BGMは以前のと同じ。
どちらとも10秒版の時はパープルバックに『UHB（1983年10月からは『uhb』）ニュース FNN』を表示。アニメーションはなし（その他はフジと同じタイトルアニメをアレンジしたもの）。
- 1986年頃 - 1989年頃

通称「地球バージョン」。たかしまあきひこ作曲のFNNニュースのテーマ曲を使用。マス目が渦を巻く様に形成され、そこから地球が浮かび上がり、『uhb』が右下から、『ニュース』が左上からそれぞれ現れタイトルが形成される。エンディングでは逆に地球が沈みマス目が消える。
- 1989年頃 - 1992年3月

通称「宇宙空間バージョン」。宇宙空間を地球と世界地図が揺れ動いて、マス目の上に『uhbニュース』のタイトルが現れ起き上がる。後にmitニュースなどで使用された「FNN系統隕石爆発バージョン」と似ているという声もある。BGMは独自のものを使用。
- 1992年4月 - 1993年3月

通称「渦巻きバージョン」。道新ニュースとの統合に伴い一新。渦巻きの間を『uhbニュース』のタイトルが潜り抜ける。
- 1993年10月 - 2007年10月

通称「ジェットコースターバージョン」。テーマ曲の変更はないが、『uhbニュース』のタイトルが蛍光灯のような輪をジェットコースターのごとく潜り抜けるものに代わる。また、ここでの『uhb』は赤い円形のロゴ（通称「燃えるようなマーク」）を使用。『FNN』のロゴは緑色。
- 2007年11月 - 2012年12月

提供クレジット表示をブルーバック表示から通常のテロップ表示に変更し、タイトル表記も『uhb NEWS』に変更、同時にBGMも一新。『FNN』のロゴも緑色から赤色に変更された。気球に似た物体が多数点在する背景に『uhb NEWS』のタイトルが右から斜めに飛び出す。BGMはステレオモードで収録されている。
- 2013年1月 - 現在

赤い無数の点で構成された北海道の形の中央に向かって4本の赤いリボンが放たれ、放たれた先にある赤い円形に『uhb』が浮かび上がり、その下に『NEWS』が浮かび上がるCGアニメーション。BGMは2代前のジェットコースターバージョンをアレンジしたものが使用されている。

## 放送時間
※放送時間はJST表記。特番放送時は放送時間が変更または休止される場合がある。
（2021年4月 - ）
- 日曜 6:00 - 6:15
- 月曜 - 木曜、土曜 20:54 - 21:00